# Lucky (福井舞歌曲)
Lucky是福井舞发行自己作词、作曲的第二张日语单曲。 

## CD歌曲列表
1. (4:45) Lucky 作词／作曲：福井舞／编曲：Shingo.S
2. (5:07) Rain-bow 作词：作曲：福井舞／编曲：Shingo.S
3. (4:45) Lucky（配乐版）
4. (5:08) Rain-bow（配乐版）